# مارتین تونویان
مارتین کوچاری تونویان (ارمنی: Մարտին Քոչարի Տոնոյան؛ زادهٔ ۲۶ مارس ۱۹۴۵) یک  سیاستمدار اهل ارمنستان است که از تاریخ ۱۹۹۰ تا تاریخ ۱۹۹۵ سمت نمایندگی دوره اول شورای عالی جمهوری ارمنستان را برعهده داشت.

## زندگی‌نامه
در ۲۶ مارس ۱۹۴۵ در ارمنستان به دنیا آمد و از دانشگاه ملی پلی‌تکنیک ارمنستان فارغ‌التحصیل شد . 